# SCAT
SCAT Airlines (юридическое название —  АО «Авиакомпания SCAT») — одна из трёх крупных авиакомпаний Казахстана со штаб-квартирой в городе Шымкент. Узловые аэропорты находятся в таких городах, как Актау, Алматы, Астана и Шымкент. В 2015 году авиакомпания прошла процедуру аудиторской проверки Международной ассоциации воздушного транспорта на соответствие стандарту IOSA. С 2018 года — полноправный член Международной ассоциации воздушного транспорта IATA.
SCAT владеет дочерней авиакомпанией:
- Sunday Airlines — компания, основанная в 2013 году для перевозки пассажиров преимущественно по чартерным, курортным направлениям.

Авиакомпания выполняет регулярные и чартерные рейсы внутри Казахстана и в такие страны, как Германия, Венгрия, Южная Корея, Чехия, Россия, Вьетнам, Турция, Китай, Индия, Таиланд, Египет,  Армения, Грузия.
В 2024 году авиакомпания перевезла 4,7 млн пассажиров.

## История
- 2 июля 1997 года в Шымкенте зарегистрировано ТОО «Авиакомпания «SCAT». 14 ноября компания получает сертификат эксплуатанта, дающий право на выполнение регулярных рейсов.
- 10 марта 1998 года выполнен первый коммерческий рейс.
- 1999 год — начало выполнения международных маршрутов.
- 2000 год — парк воздушных судов состоит из 7 самолетов Ан-24.
- 2001 год — авиакомпания получает контракт по выполнению рейсов в Африке.
- 2002 год — флот состоит из 13 ВС Ан-24 и 28 Ан-2.
- 2005 год — переход на реактивную технику. SCAT начинает эксплуатацию ВС Як-42.
- 2006 год — парк ВС состоит из: 28 Ан-2, 23 Ан-24, 2 Як-42 и 1 ВАС 1-11.
- 2007 год — на базе SCAT создан Авиационный учебный центр.
- 2008 год — Переоснащение авиапарка на ВС Boeing, приобретены первые два ВС Boeing 737.
- 2009 год — приобретение первого Boeing 757-200. Компания начинает выполнять чартерную программу.
- 2010 год — компания запускает реализацию авиаперевозок на электронных бланках. Увеличивается сеть внутренних и международных рейсов.
- 2011 год — SCAT получает первый Bombardier CRJ-200.
- 2012 год — компания получила сертификат EASA Part-145, что позволяет самостоятельно осуществлять техническое обслуживание и ремонт самолетов. Авиакомпания впервые перевезла более одного миллиона пассажиров за год.

## Флот авиакомпании
27 августа 2021 года авиакомпания SCAT первой из авиаперевозчиков стран СНГ получила самолёт модели Boeing 737 MAX 9.

## Катастрофы и происшествия
| Дата       | Бортовой номер | Место аварии        | Жертвы | Краткое описание |
| ---------- | -------------- | ------------------- | ------ | --- |
| 29.01.2013 | UP-CJ006       | Алматинская область | 21/21  | Самолёт CRJ-200 рейса № 760 Кокшетау — Алматы при уходе на второй круг разбился около аэропорта Алматы (Казахстан). Погибли 16 пассажиров и 5 членов экипажа.                                                  |
| 16.06.2015 | LY-FLB         | Аэропорт Актау      | 0/0    | При проведении технических работ на борту самолёта Boeing 737-322 произошло самопроизвольное возгорание, в результате которого воздушное судно получило значительные повреждения и восстановлению не подлежит. |